# Епископ бачки Арсеније
Арсеније Радивојевић (1717/1720 – 1783) био је аустријски племић и епископ Српске православне цркве.

## Биографија
Рођен је као Тимотије у Сентандреји, у угледној српској породици. Школовао се у родном месту код учитеља Адама Коморанца. Образовање наставља у Будиму, па се враћа у Сентандреју.
Зађаконио га је 2. јуна 1742. године владика будимски Василије Димитријевић, у Успенској цркви у Сентандреји. Прешао је крајем 1742. године у Карловце, на позив патријарха Шакабенте, где је неколико месеци био на митрополијском двору. Морао је оде затим по послушању у манастир Раковац. Отишао је затим у Нови Сад, код владике бачког Висариона Павловића. Владика га је слао на школе да се оспособи, у Сегедин и Нови Сад, да би 1744. године постао учитељ. Почео је да предаје деци у новосадској школи коју је основао владика. У другој половини 1748. године, позван је од стране митрополита у Карловце. Постављен је онда за дворског протођакона и учитеља Клерикалне школе у Новом Саду. Задржао га је код себе после смрти митрополита Антоновића, и нови митрополит Ненадовић. Православни свештеник је постао 14. септембра 1749. године у цркви Св. Николе у Карловцима. Исте године, 2. новембра 1749. је замонашен од стране митрополита Ненадовића, у фрушкогорском манастиру Раковцу.
Ненадовић га је поставио за православног митрополијског егзарха. Провео је он годину дана 1753-1754. као администратор Костајничке епархије. Било је то у време незаконитог преотимања православног манастира Марче, које је царица Марија Терезија предала унијатима. Егзарх Радивојевић се отворено супротстављао томе, и био у непријатељству са злогласним тамошњим генералом, грофом Бенвенутом Петацијем, који је сурово малтретирао православни клир. Након смрти свог патрона и земљака владике Висариона Павловића (1755), постављен је за администратора Бачке епархије, до 1757. године. Рукоположен је 1757. године за протосинђела, а 30. јануара 1759. године за архимандрита, Николајевске цркве у Карловцима. У међувремену, између 1757. и 1759. године као егзарх, администрирао је Темишварском епархијом. Из тог периода је његова генерална визитација Темишварске епархије извршене 1758. године. Оставио је драгоцени "Извештај" о стању православних парохија и њихових храмова, из којег се може добро сагледати стање православља тог времена. Постављен је потом за епископа Пакрачке епархије 2. фебруара 1759. године.
Постао је заједно са браћом Симеоном свештеником (парохом у Сентандреји) и Јованом пуковником, 3. августа 1763. године племић. Добили су Радивојевићи племићки лист и грбовницу у Бечу. Измолио је као племић да буде премештен 1770. године у Будимску епархију. Био је будимски дијецезан 1770-1774. године, где је у родној Сентандреји започео градњу владичанског двора. По захтеву карловачког митрополита Видака, опет је на бачком владичанском трону, током 1774-1781. године. Пензионисан је 15. марта 1781. године са пензијом од 200 ф.

## Смрт
Још 1769. године на српском црквено-народном сабору водила се истрага против неких владика. Најгоре је прошао епископ Радивојевић, којег су од раније и прво почеле угрожавати царске власти (1766), јер се супротстављао унији православаца у Хрватској. Против њега је на том сабору дигнута тужба због новодних махинација са (руским) поклонима које је добила црква. Парохијани Новосађани православни Срби су против њега подигли "Народну буну", 8. октобра 1777. године. Био је то део једног ширег таласања међу православцима у аустријској царевини. Повод за немире је била царска наредба да се приликом сахрана не могу више током кретања поворке кроз град, носити отворени ковчези са покојником. После јутарње службе парохијани су нагрнули на двор, и демонстрирали против наметнутог прописа. Мада их је владика умирио обећањем да ће посредовати, то није било довољно. Незадовољство се ширило, па су бунтовници стизали у Нови Сад из околних села. То је православни народ схватио као један од корака државе ка унијаћењу, али је сав свој "јед" међутим на Радивојевићу искалио. Било је заборављено све оно што је учинио неколико година раније, против унија-ења у Марчи. Прво су његови, упорни непријатељи поднели тужбе цару Јосифу II 9. октобра 1778. година, па опет 5. новембра 1780. године; али владар је умро тако да није било ефекта. Зато су га августа 1780. његови непријатељи лично оптужили и код аустријске царице Марије Терезије, тврдећи да наводно упражњава "гнусни порок содомију". Содомија или "скотолоштво" означава упражњавање полних односа са животињама. Због таквих невероватних оптужби је владика децембра 1780. године "померио памећу" тј. нервно оболео у Сегедину, налазећи се на путу за Беч. Присилно је од стране војске враћен у Нови Сад, и затворен у његовом Владичанском двору.
Виша власт - у овом случају Дворски војни савет у Бечу, је "решила" да му се призна огавни злочин, али пошто је сада "луд", требало је да се као такав држи у неком манастиру, као у затвору. "Пренесен" је зато 29. марта 1781. године у манастир Бездин, у Банату где би се издржавао од додељене пензије. Из манастирског затвора у Бездину, избавио га је неки католички свештеник, па је бежећи злопатио се још више, док није пребегао у Трст. Било му је тада забрањено да се врати у Нови Сад, па је ангажовао пештанског адвоката Самуила Бењовског, да га заступа пред надлежним судом, док је он у егзилу. Адвокат је успео да извојује победу, и да му се званично поврати изгубљено достојанство. Међутим уследила је судска жалба његових упорних непријатеља, чији исход Арсеније није дочекао, јер је у међувремену умро 3/14. октобра 1783. године. Смрт га је снашла у новосадској резиденцији, а сахрањен је о трошку Народних фондова. Адвокат је наставио да га брани и мртвог. Жупанија је на крају решила да спор буде прекинут, а акта у вези те мрачне епизоде - архивирана.